# エドゥアール・リウー
エドゥアール・リウー (仏：Édouard Riou、1833年12月2日 - 1900年1月21日) 、は、フランスの画家、風刺画家、版画家、イラストレーター。

## 経歴

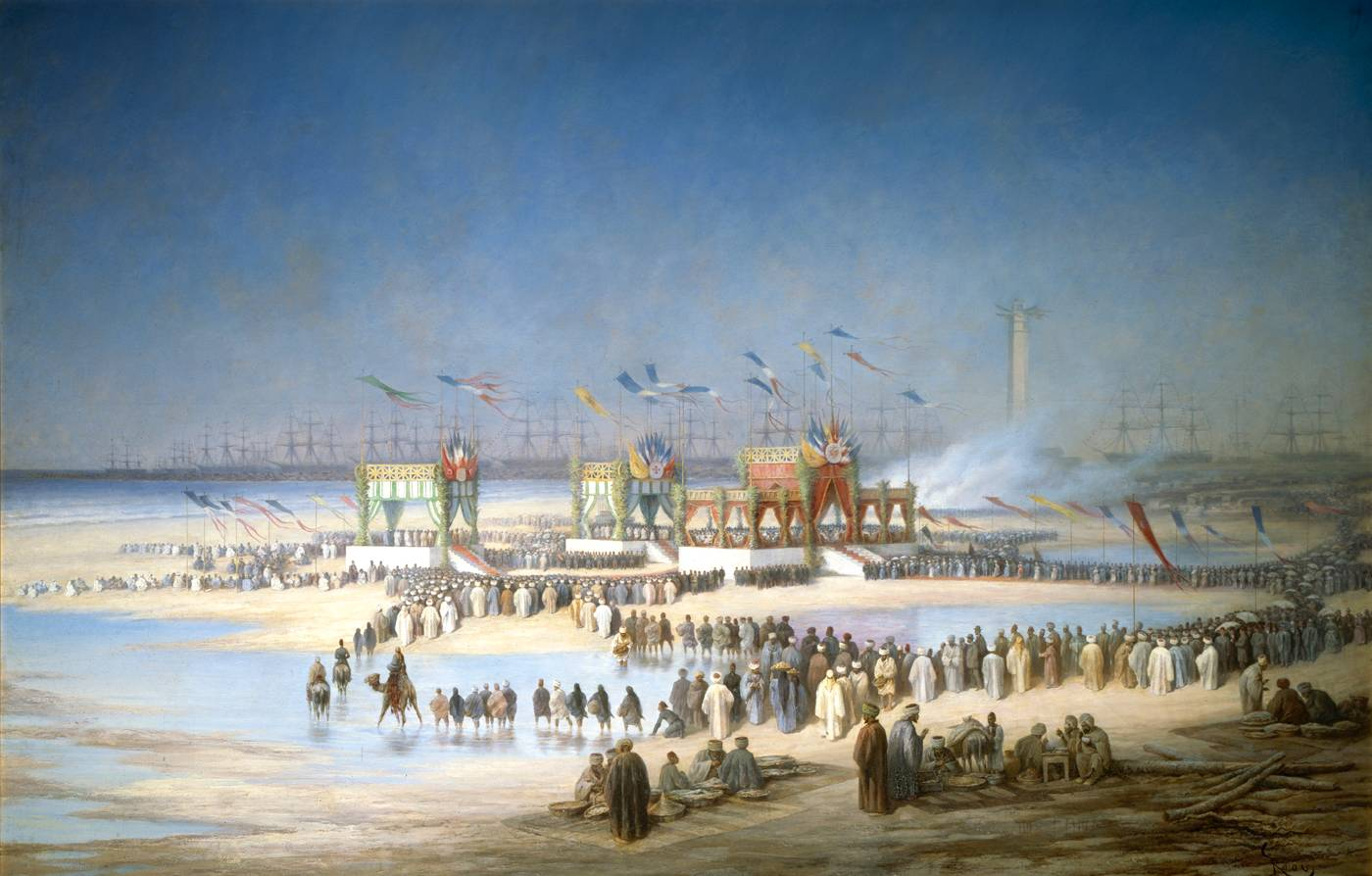
「スエズ運河の開通 1869年11月17日」(油彩)

エドゥアール・リウーはイル＝エ＝ヴィレーヌ県サン＝セルヴァン（Saint-Servan）で1833年12月2日に生まれる。子供時代は港湾都市ル・アーヴルで過ごし、海辺の生活に親しんだ。
彼は市の画学校で学び、1854年12月15日には給付学生となった。彼はシャルル＝フランソワ・ドービニーに師事し、1859年にフォンテーヌブローの森と東洋趣味の絵画で画壇にデビューした。1865年1月には国民美術協会の会友となり、サロン・デ・アルテスト・フランセに「鷲の巣」と題する作品を出品した。

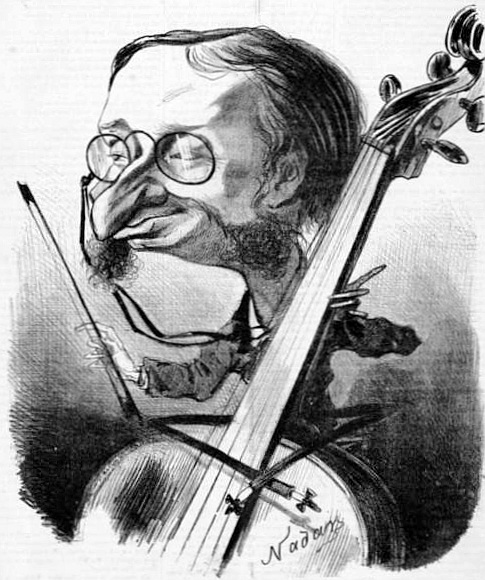
オッフェンバックの戯画

定期刊行物の仕事では、新聞「イリュストラシオン」や博物雑誌「ル・マガザン・ピトレスク」、「ラ・ビブリオテーク・デ・メルヴェイユ」に版画を寄稿したほか、1855年から1858年にかけて、シャルル・フィリポンが主宰する「ジュルナル・プール・リール」やナダールの「ジュルナル・アミュザン」などの雑誌で風刺画家として最も良く知られるようになった。
ニュース雑誌では、アシル・ブーディリエが1857年に創刊した「ル・モンド・イリュストレ」に1857年7月18日から1886年まで寄稿し、ナポレオン・ジェロームとマリーア・クロティルデ・ディ・サヴォイアとの婚礼記事が特筆された。1858年5月23日から1895年まではミシェル・レヴィが創刊した「ユニヴェール・イリュストレ」で働き、1861年から1894年まではエドゥアール・シャルトンが創刊したパリの旅行雑誌「ル・トゥール・デュ・モンド」の58の旅行記事に1,193点のイラストを描いた。また、ピエール＝ジュール・エッツェルが1864年に創刊した子供向けの文学雑誌「教育娯楽雑誌」にイラストを寄稿し、ジュール・ヴェルヌなどの小説を彩った。
書物の挿絵でも活躍した。先に述べたように、彼のギュスターヴ・ドレのそれと近しい画風のイラストはヴェルヌの『驚異の旅』を飾った。「気球に乗って五週間」（1863年）、「地底旅行」（1867年）、「グラント船長の子供たち」（1868年）、「海底二万里」（1869年）、「チャンセラー号の筏」（1875年）、など多数の作品がリウーの挿絵である。
ほかにはウォルター・スコットの「アイヴァンホー」（1880年）、アレクサンドル・デュマの「モンテ・クリスト伯」（1887年）、エルクマン＝シャトリアン（Erckmann-Chatrian）の作品群が挙げられる。小説以外にも、ギ・ド・モーパッサンの「水の上」をはじめ、ジュール・クレヴォー、フレデリック・ブイェ、フランソワ＝オーギュスト・ビアールなどが著した紀行・探検記、カミーユ・フラマリオンの"Le Monde avant la création de l'homme"（人類創世以前の地球）やルイ・フィギェ（Louis Figuier）の"La Terre avant le déluge"（大洪水以前の大地）といった通俗科学書、アメリカの歴史家、ジョン・クラーク・リドパスの「世界史の百科事典」などのビネットも描いた。
彼は出版者たちからの推薦でレジオン・ドヌール勲章の騎士に任命された。彼は1900年1月27日にパリ3区のアークェブジュ通り19番にある自宅で死去し、ペール・ラシェーズ墓地93区に埋葬された。
チェコの映画監督、カレル・ゼマンは1958年にヴェルヌの「悪魔の発明」を映画化する際、リウーとベネットのオリジナルのイラストから着想を得た。

## 版画作品

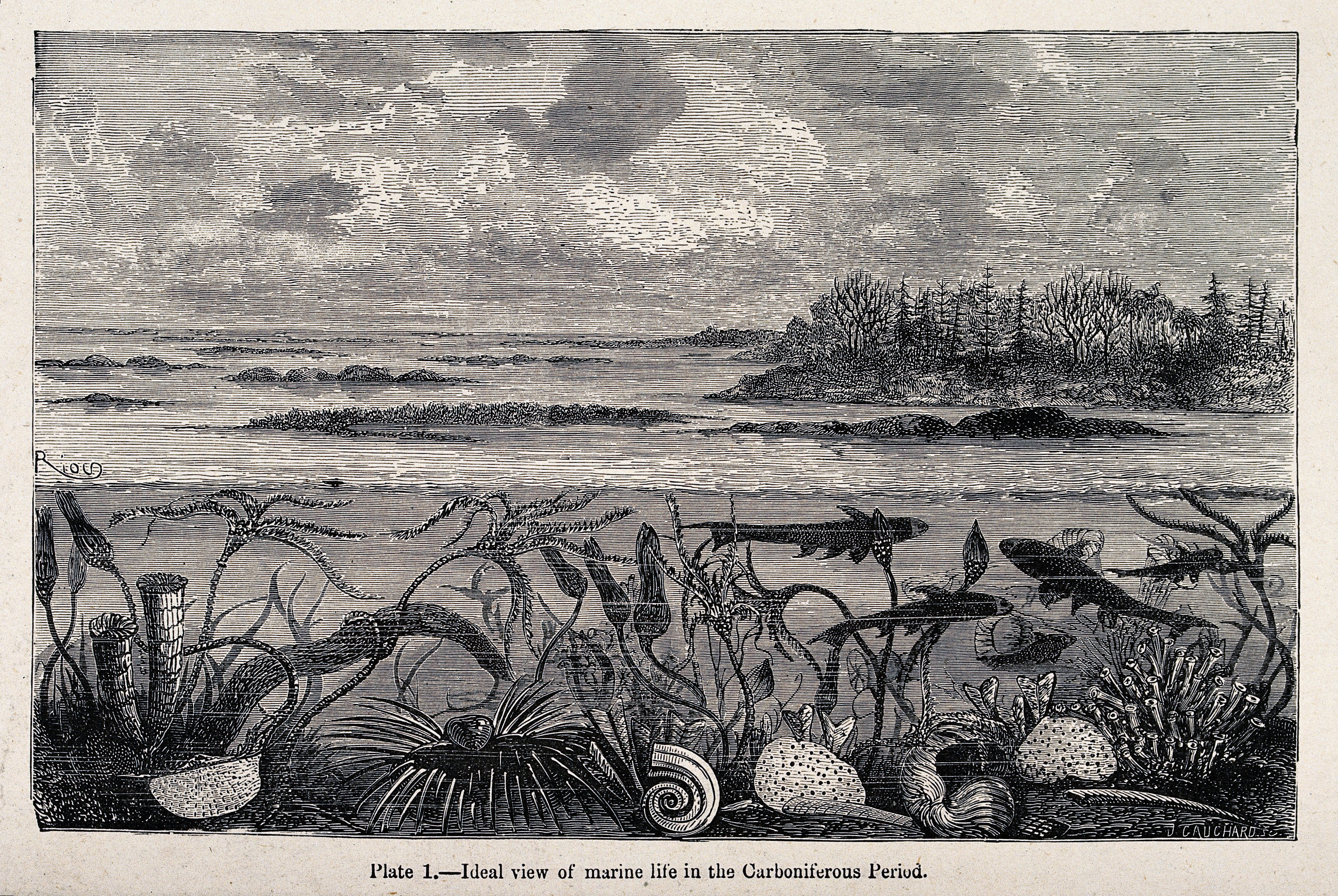
石炭紀の海
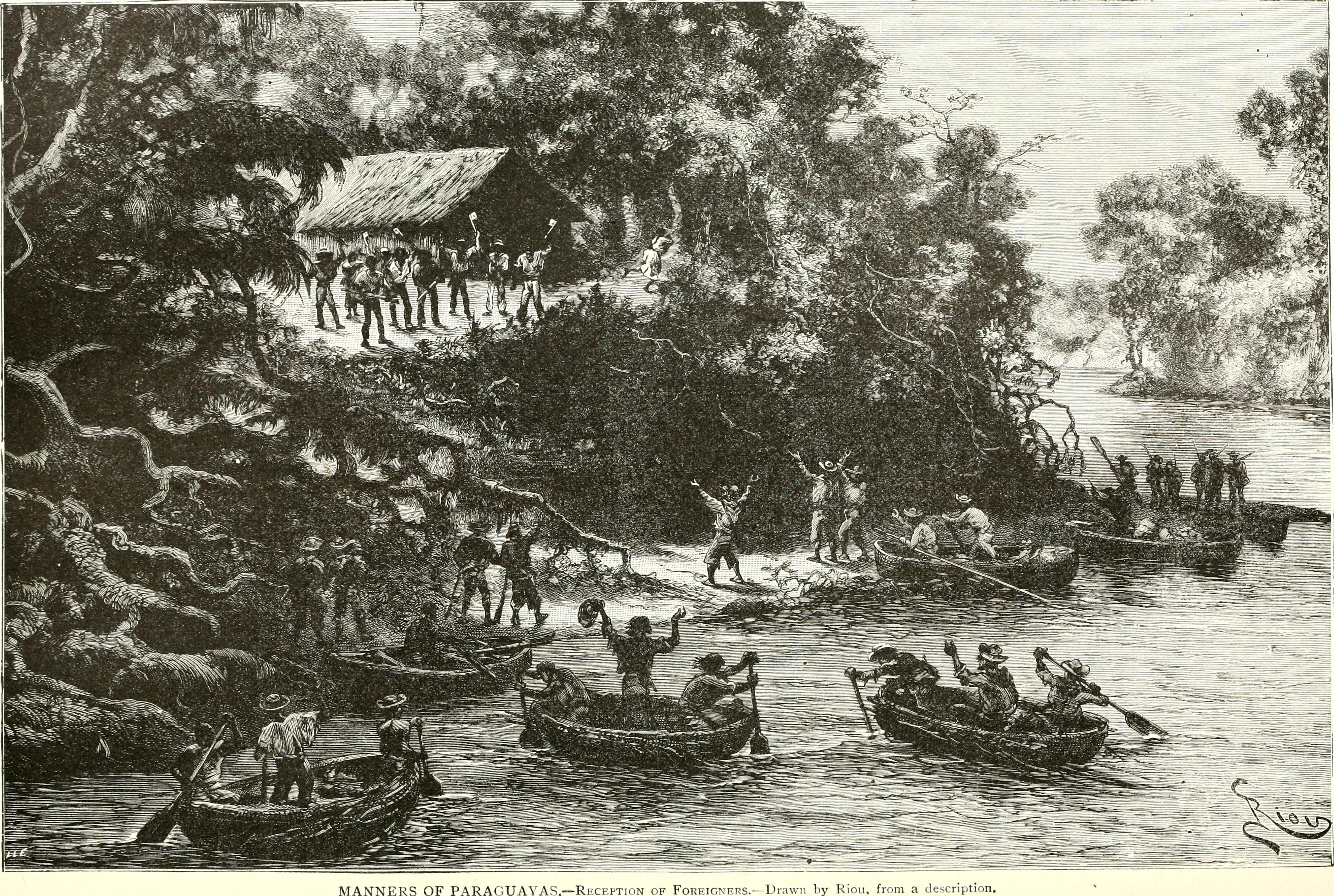
ブラジルのグアラニー (リドパスの百科事典より)
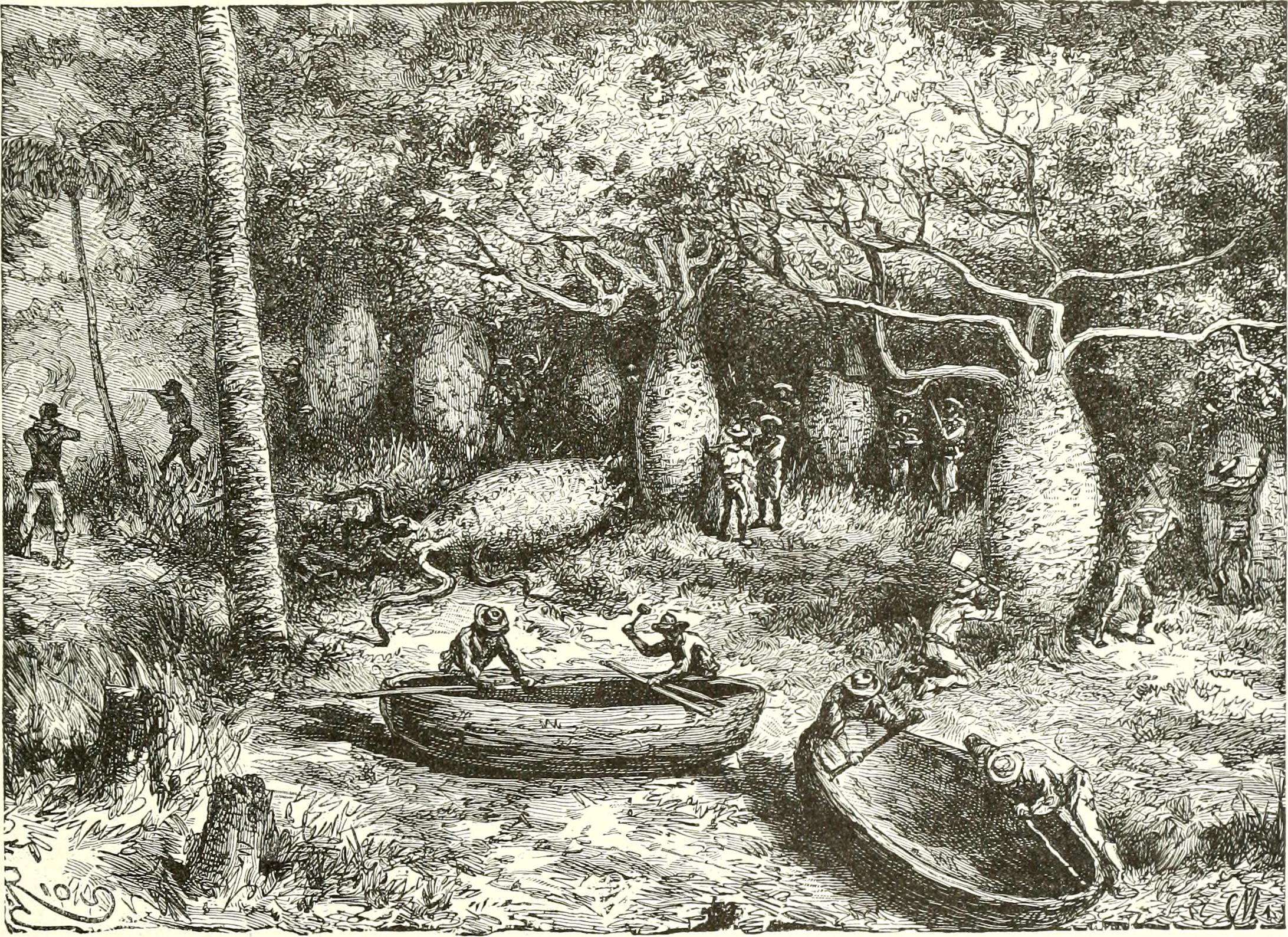
アマゾンの刳り舟造り (リドパスの百科事典より)
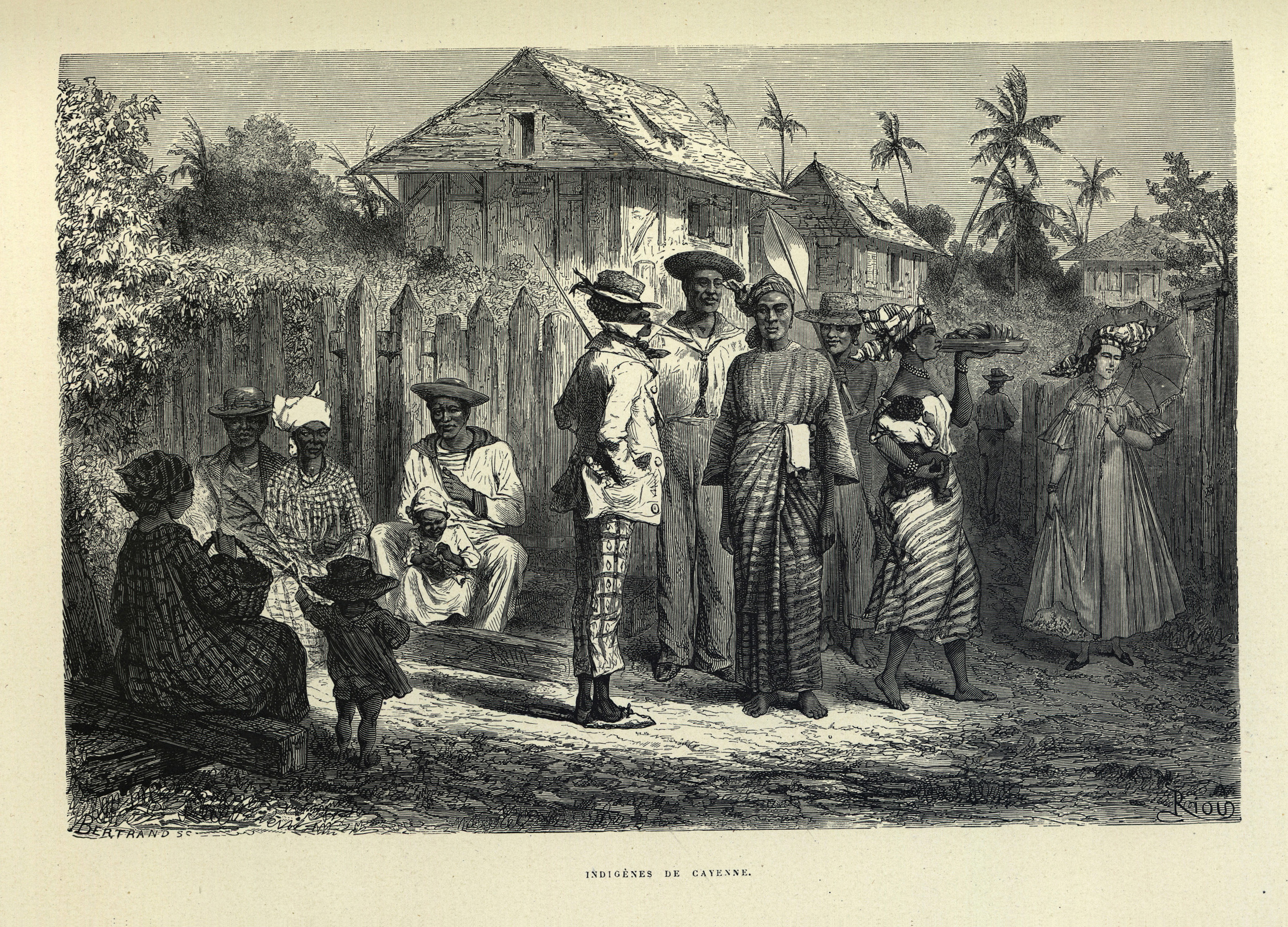
カイエンヌの民

ル・トゥール・デュ・モンド - ペルーの旅
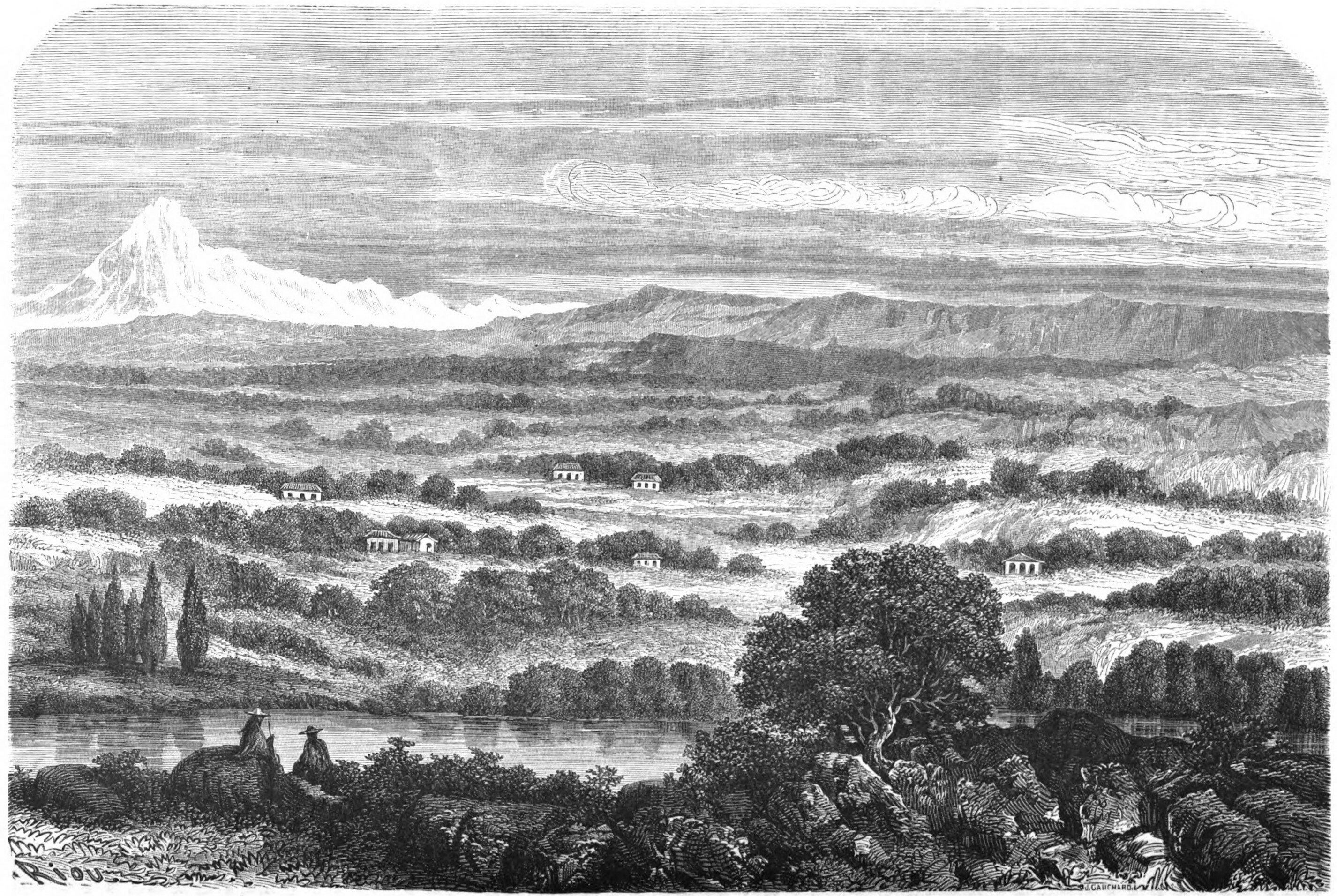
ウルバンバの谷
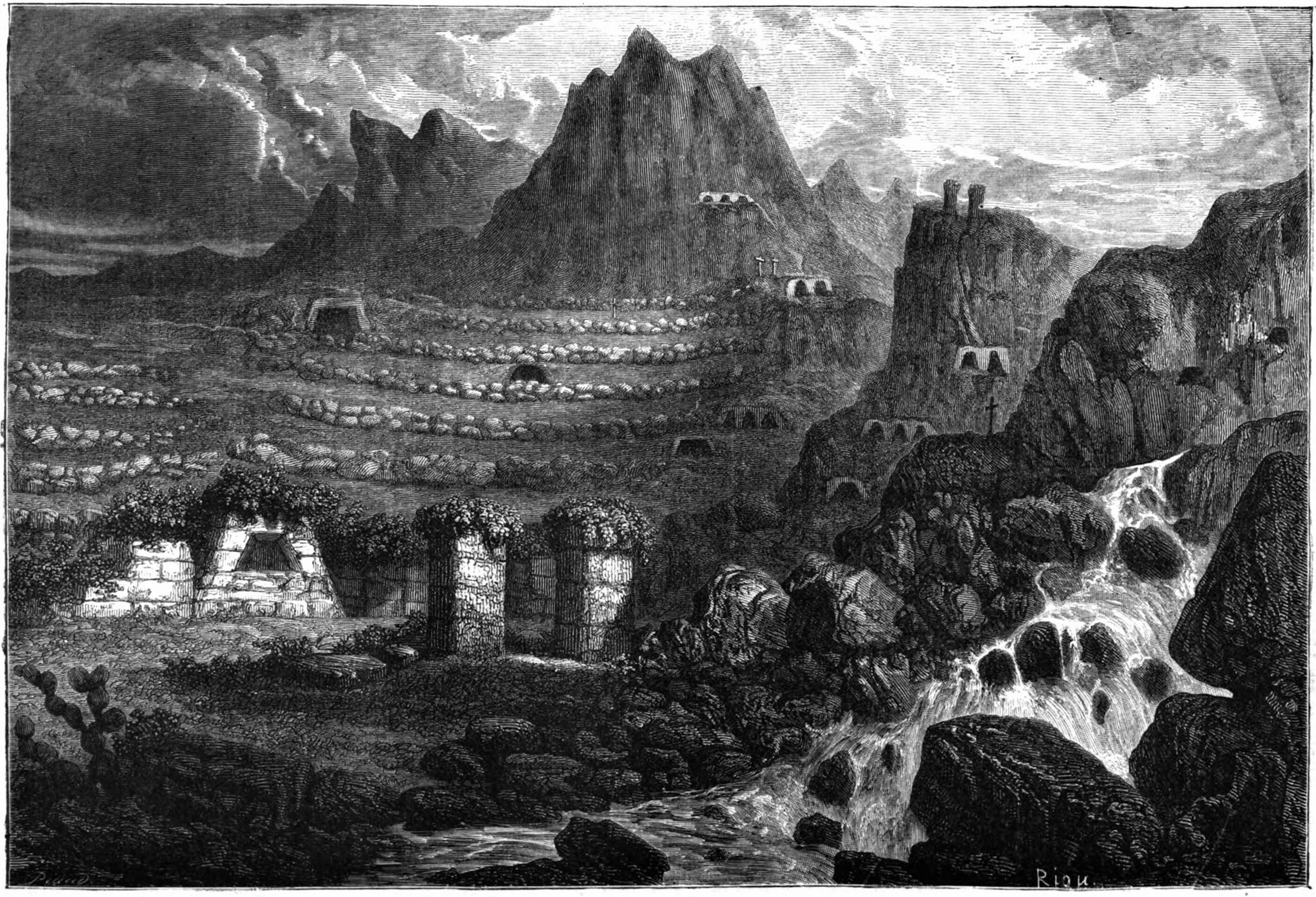
オリャンタイタンボ
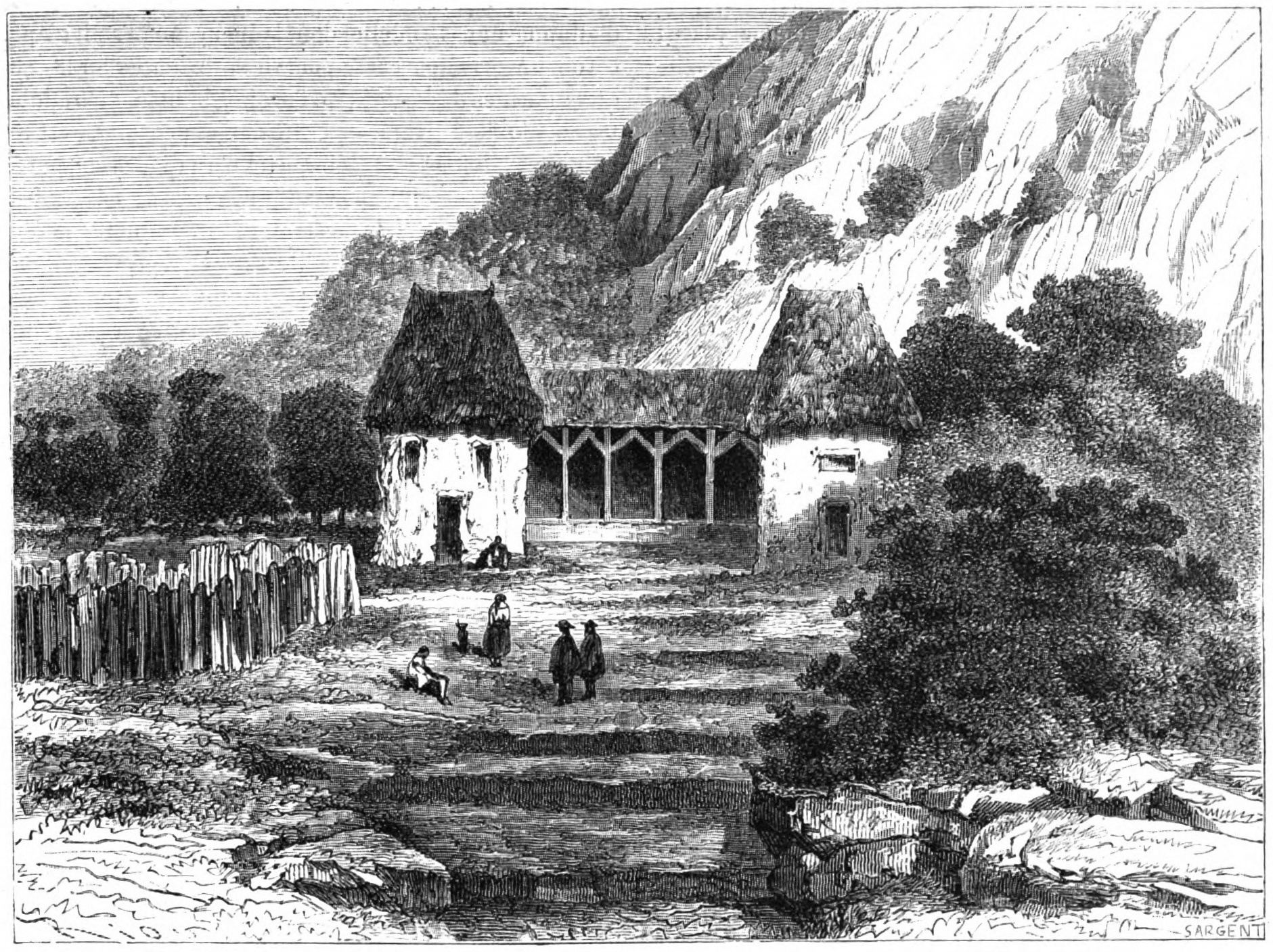
サツマイモ農場
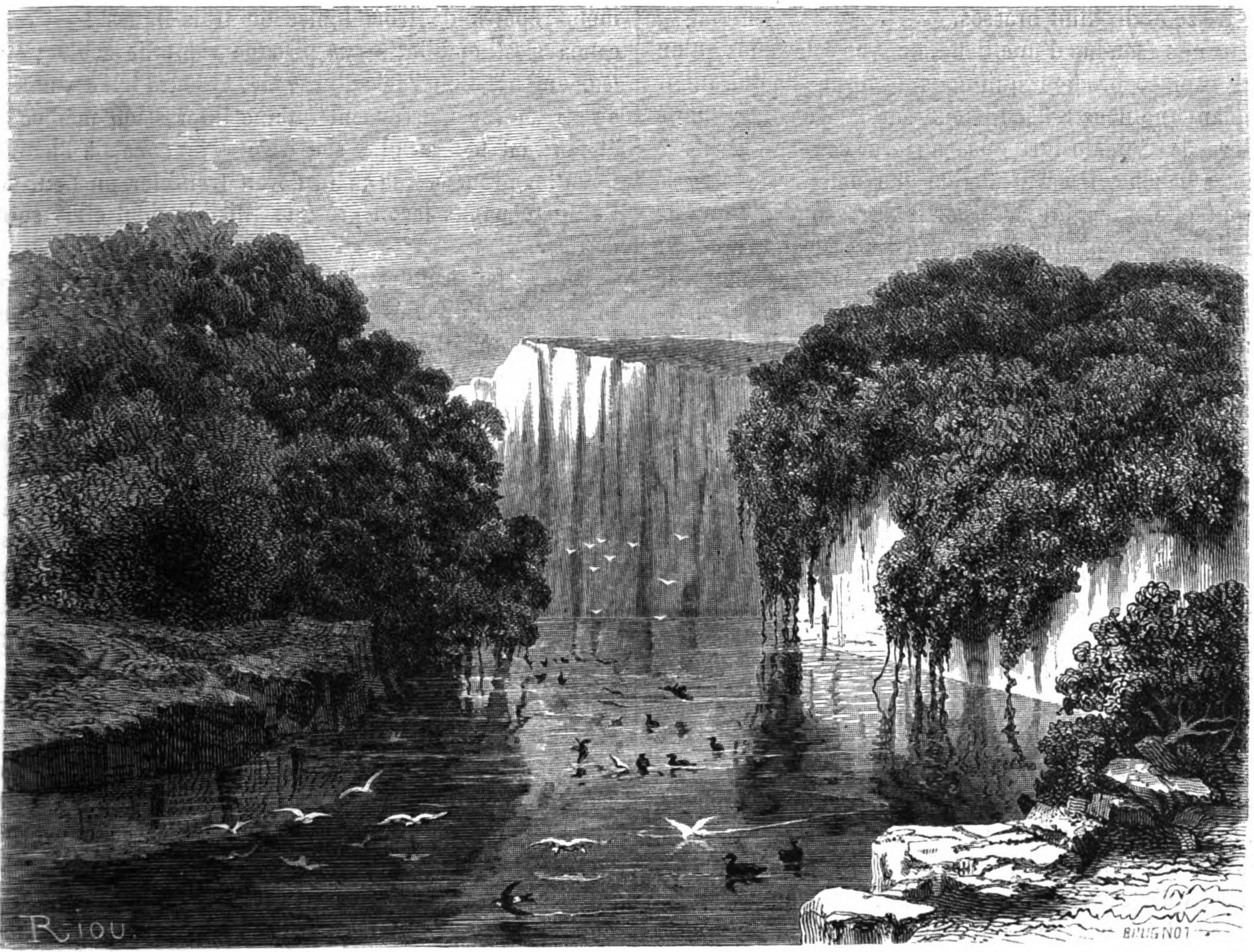
水辺のカナリア

## 参考資料

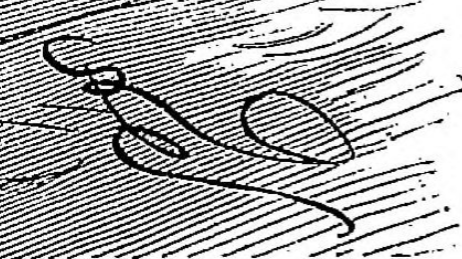
サイン

- Bruno Béguet (1994). La vulgarisation scientifique au XIXe siècle, La Science pour tous. Exposition, Musée d'Orsay, Paris, date-|14 mars-date-|12 juin 1994, Bruno Béguet, Maryline Cantor et Ségolène Le Men (dir.), 52, Réunion des musées nationaux (Paris), collection Les Dossiers du Musée d'Orsay : 5-48.
- Bénézit, Gründ, édition 1999.
- Guy Gauthier, Édouard Riou, illustrateur, in Le Rocambole no 41, 2007, p.|11-133
- Guy Gauthier, Édouard Riou, dessinateur : entre le Tour du monde et Jules Verne : 1860-1900, L'Harmattan, 2008.
- Agnès Marcetteau-Paul (dir.), Jean Demerliac, François-Jean Goudeau, Xavier Kawa-Topor (aut.), « Images de Jules Verne », in Revue 303, no 134, date-|novembre 2014, ISBN 979-10-93572-04-8
- Aline Lemonnier-Mercier, Edouard Riou : 1833-1900, premier illustrateur des Voyages extraordinaires , in Bulletin de la Société Jules Verne n°|195, date-|novembre 2017, p.|8-27
- Dictionnaire Bénézit, Gründ, édition 1999.
- Ressources de la Bibliothèque nationale de France
- Jean-Loup Avril, 500 bretons à connaître, Bénézit, 1989
- Notice documentaire IdRef